# Preßburger Kirchenmusikverein bei St. Martin
Der Kirchenmusikverein bei St. Martin zu Preßburg gehörte im 19. Jahrhundert und in der ersten Hälfte des 20. Jahrhunderts zu den führenden Musikervereinigungen der Stadt.

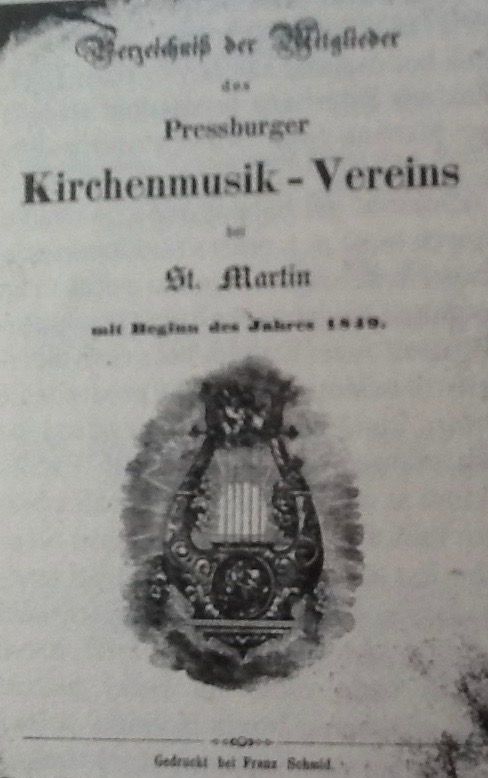

## Geschichte

### Vorläufer und Gründung des Vereins
Bereits 1816 gab es erste Versuche, in Preßburg einen Musikverein zu gründen. 1828 gründete der Dirigent, Komponist und Musikpädagoge Heinrich Klein den Verein der Pressburger Freyen Künstler und Sprachlehrer. Der Verein hatte zum Ziel, sich vor allem der Kirchenmusik und deren Verbreitung zu widmen. Neben den Mitwirkungen bei den Gottesdiensten sollten auch Konzerte und Kulturveranstaltungen im Mittelpunkt stehen. Dieser Vorläufer des Kirchenmusikvereins stellte seine Tätigkeit nach dem Tode von Heinrich Klein im Jahre 1832 ein.
Nach dem Tod von Klein kam es am 27. Juni 1833 zu einer Generalversammlung der Mitglieder, in welcher die Statuten für die Gründung des Kirchenmusikvereins ausgearbeitet und beraten wurden. Der Verein hatte damals mehr als 500 Mitglieder und verfügte über ein hundertköpfiges Orchester. Als Dirigent und Regens Chori wurde an die Spitze der Musiker Josef Kumlik berufen. Zum Protektor des Vereins wurde Graf Casimir Esterházy ernannt und Domherr und Stadtpfarrer Joseph von Prybila übernahm den Vorsitz.

Der Kirchenmusikverein schien gleich in den ersten Jahren seines Bestehens ziemlichen Erfolg gehabt zu haben, da der Wiener Allgemeine Musikalische Anzeiger am 29. Januar 1835 (19;43) über eine Aufführung des Kirchenmusikvereins schrieb, „der Kirchenmusikverein verdiene allgemeines Lob.“

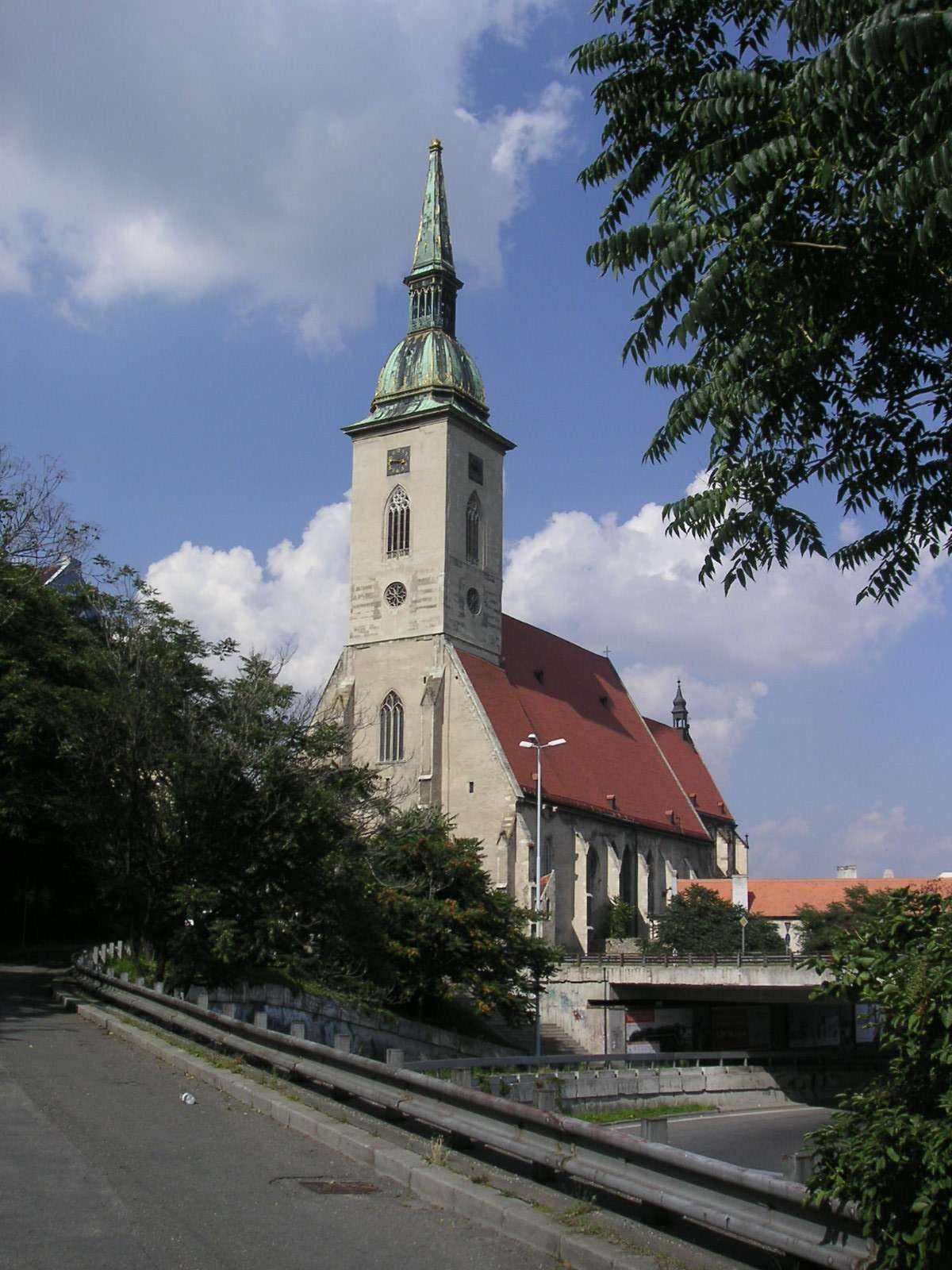
Der St.-Martins-Dom zu Preßburg (Bratislava); Wirkungsstätte des Kirchenmusikvereins

Gem. Mitgliederverzeichnis hatte der Verein im Jahre 1864 bereits 454 Mitglieder, davon waren 102 „Ausübende“ – d. h. im Chor aktiv mitwirkende – Mitglieder.

### Blütezeit des Vereins
Mit Josef Kumlik (1801–1869) begann die fruchtbarste Wirkungszeit des Musikvereins. Kumlik kam als 12- oder 13-jähriger aus seiner Geburtsstadt Wien nach Preßburg, wo er Mitglied des Preßburger Theaterchores wurde. Gleichzeitig nahm er Gesang- und Musikunterricht beim Preßburger Domorganisten Jakob Kunnert und Simon Sechter (Kontrapunkt im Jahre 1828). Er wurde Assistent von Heinrich Klein und nach dessen Tode zum Ersten Dirigenten des Kirchenmusikvereins gewählt. Für die Verbreitung der Musikkultur in Preßburg erwarb er sich große Verdienste. Als Professor an der dortigen Musikschule bildete er zahlreiche Musiker aus. Über 50 eigene Kompositionen sind von Kumlik bekannt (U. a. komponierte er eine Feierliche Kantate zum 25-jährigen Jubiläum der Gründung des Kirchenmusikvereins). Mit einer Unterbrechung von sechs Jahren wirkte er als Regens Chori und Dirigent 35 Jahre lang bis zu seinem Tode im Kirchenmusikverein. Zwischen 1837 und 1843 wurde der Kirchenmusikverein von dem aus Polen stammenden Karol Frajman von Kochlow geleitet.
Viele klassische Musikwerke – vor allem der Wiener Klassiker – wurden unter seiner Führung aufgeführt. Besonders hervorzuheben ist eine der ersten liturgischen Aufführungen von Beethovens Missa Solemnis, die Kumlik im Jahre 1835 inszenierte. An dieses Ereignis erinnert im Inneren des Domes eine Gedenktafel. (Die Missa Solemnis ließ Kumlik fünfmal, Beethovens C-Dur Messe sogar vierundfünfzigmal aufführen). Ab 1836 wurde an Karfreitagen das Oratorium Die sieben letzten Worte unseres Erlösers am Kreuze von Joseph Haydn regelmäßig zur Aufführung gebracht. Im Laufe der Jahre entwickelte es sich diese Aufführung zur Tradition. Kumlik veranstaltete „Akademien“ im Preßburger städtischen Theater vor dem Fischertore, so erklang hier Haydns Die Schöpfung, sowie Cherubinis Requiem, welches aus Anlass des Ablebens von Kaiser Franz im Jahre 1835 unter dem Dirigat von Kumlik zur Aufführung gebracht wurde. Im Jahre 1858 feierte der Kirchenmusikverein sein 25-jähriges Jubiläum. Für diese Gelegenheit schrieb der Komponist Johann Nepomuk Batka der Ältere eine Festkantate, die im Dom uraufgeführt wurde. Josef Kumlik war Träger verschiedener hoher Auszeichnungen, unter anderem war er Inhaber der k.k. gold Ehrenmedaille für Kunst und Wissenschaft. Er starb am 29. Mai 1869 in Preßburg und wurde am Andreas-Friedhof zu Preßburg beigesetzt.

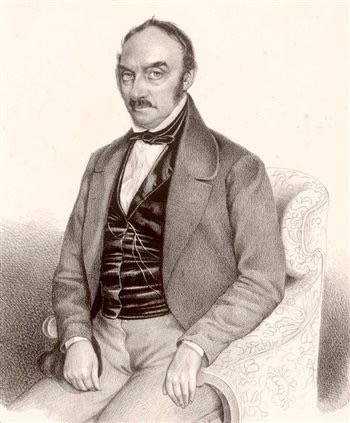
Josef Kumlik (1801–1869)

Kumliks Nachfolger wurde der Wiener Karl Mayrberger, der 1866 nach Preßburg kam. Als Dirigent und Regens Chori leitete er den Kirchenmusikverein bis zu seinem Tode im Jahre 1881. Er war bemüht, vor allem den Chorgesang zu verbessern. Unter seinem Dirigat erreichte der Chor europäisches Spitzenniveau. Er war mit Franz Liszt befreundet und arbeitete mit diesem auch auf musikalischen Gebiet eng zusammen. Einen wesentlichen Beitrag zu Liszts Aufenthalten in Preßburg leistete der damalige Sekretär des Kirchenmusikvereins Johann Nepomuk Batka d. J., der als begeisterter Musikliebhaber mit Liszt ebenfalls eng befreundet war. Mayrberger war auch kompositorisch tätig (Oper Melusine), seine Werke wurden sogar in Salzburg gedruckt. Mayrberger starb am 22. September 1881 in Preßburg und wurde auf dem Andreas-Friedhof beigesetzt.
Nach dem Tod von Karl Mayrberger übernahm Josef Adam Thiard-Laforest die musikalische Leitung des Kirchenmusikvereins. Das Repertoire des Vereins erweiterte er durch Werke des gebürtigen Preßburgers Johann Nepomuk Hummel, außerdem führte er Werke von Anton Dvořák und Anton Bruckner neu auf. Bei der Aufführung dessen 4. Sinfonie war der Komponist persönlich anwesend. Freundschaftliche und kollegiale Beziehungen unterhielt er auch zu Hans Richter. Bei Hochämtern führte er wiederholt Beethovens Missa Solemnis und Liszts Krönungsmesse auf. Am 16. März 1883 führte er die Preßburger Premiere des Oratoriums Die Heilige Elisabeth von Franz Liszt mit großem Erfolg auf. Im selben Jahre komponierte er zwei gemischte Chorwerke mit Orgelbegleitung für die Lutherfeier 1883 (400. Jahrestag des Geburtstages von Martin Luther). Von Thiard-Laforest stammt eine Anzahl von Kompositionen, darunter die Festkantate bei der Enthüllung des Preßburger Hummel-Denkmals im Jahre 1887. Thiard-Laforest starb am 2. März 1897 und wurde im Preßburger Andreas-Friedhof beigesetzt.
Der gebürtige Billigheimer Ludwig Burger kam 1870 nach Preßburg, wo er zuerst als Flötist beim Theaterorchester vor dem Fischertore wirkte. Nach dem Tode von Thiard-Laforest (1897) wurde er zum Regens Chori des Musikvereins gewählt, wo er bis 1901 wirkte. Ab 1881 widmete er sich ganz der Komposition und der Musikerziehung. Er war Lehrer von Franz Schmidt. 1898 komponierte er die Kantate in memoriam auf den Tod der Kaiserin Elisabeth.
Ab 1901 kam es zu Differenzen zwischen den Vertretern des Kirchenvereins und dem Vizebürgermeister der Stadt Preßburg Theodor Kumlik, der damals gleichzeitig der Vorsitzende des römisch-katholischen Kirchenbezirkes in Preßburg war. Von Theodor Kumlik wurde die Stelle des Regens Chori aufgelöst und durch einen gewählten Dirigenten ersetzt. Diese Aufgabe übernahm – vorübergehend – zwischen 1901 und 1905 Anton Strehlen, der seit 1873 als Domorganist im Dom zu St. Martin wirkte und auch ein hervorragender Sänger gewesen ist. In Preßburg arbeitete Strehlen als Musiklehrer.
1905, nachdem die Streitigkeiten behoben werden konnten, übernahm Eugen Kossow das Dirigat im Verein. Er war der erste – nicht ernannte, sondern gewählte – Dirigent des Vereins. Dank seiner organisatorischen Fähigkeiten gelang es ihm, den Klangkörper auf seine einstige Höhe zu bringen. Er führte die traditionellen Aufführungen von Beethovens Missa Solemnis, sowie der Werke Joseph Haydns wieder ein. 1906 gründete er eine vereinseigene Musikschule, in welcher Musiker und Sänger ausgebildet wurden. Kossow starb am 24. Januar 1921 in Preßburg und wurde auf dem Andreas-Friedhof beigesetzt.

### Der Verein nach 1918
Nach Ende des Ersten Weltkrieges wurde Österreich-Ungarn als Staat aufgelöst. Einer der Nachfolgestaaten war die am 28. Oktober 1918 neu gegründete Tschechoslowakei. Preßburg wurde gem. Vertrag von Trianon diesem Staate zugeschlagen. Unter der Führung von Eugen Kossow hatte der Verein die staatspolitischen Veränderungen relativ gut und unbeschadet überstanden. Kossow starb jedoch bereits 1921 und nach seinem Tode stellte sich eine Vakanz ein, die bis zum Jahre 1924 dauerte. In diesem Jahr wurde Alexander Albrecht zum Dirigenten des Kirchenmusikvereins gewählt. Bei der Gestaltung des Musiklebens Preßburgs in der neu gegründeten Tschechoslowakei spielte er in der Zwischenkriegszeit eine bedeutende Rolle. Mit Franz Schmidt, Béla Bartók und Ernst von Dohnányi gehörte Alexander Albrecht zum „Kleeblatt“ jener Musiker, deren Karriere in Preßburg begann und die es später zu internationaler Reputation und Ruhm brachten. Zuerst wirkte er als Organist im Dom zu St. Martin, gleichzeitig unterrichtete er an der Musikschule. Alexander Albrecht war der Erste, der neben dem klassischen Repertoire auch Stücke der modernen Musik im Kirchenmusikverein aufführen ließ (Max Reger, Igor Strawinsky, Zoltán Kodály). Er war auch kompositorisch tätig, zahlreiche Musikstücke sind der Nachwelt erhalten geblieben.
Im Jahre 1942 brachte Albrecht Bachs Matthäus-Passion unter Mitwirkung bedeutender Künstler, wie z. B. Anton Dermota und Solisten der Wiener Staatsoper zur Aufführung. Namhafte Dirigenten, wie Rudolf Nilius oder Ludwig Rajter gastierten beim Kirchenmusikverein. Alexander Albrecht betreute den Verein bis zu seiner Auflösung im Jahre 1952. Dann zog er sich ins Privatleben zurück. Er starb 1958 und wurde auf dem Andreas-Friedhof in Preßburg beigesetzt.

### Das Ende des Vereins
Nach dem Februarputsch 1948 (in der kommunistischen Historiographie als „Siegreicher Februar“ bezeichnet) wurde die Tschechoslowakei ein Land des „Ostblocks“, das in der Einflusssphäre der Sowjetunion stand. Im April 1950 wurde auf Anordnung des damaligen Staatspräsidenten und Generalsekretärs der Kommunistischen Partei der Tschechoslowakei (KSČ) Klement Gottwald von der Geheimpolizei ŠtB die sogenannte „Aktion K.“ durchgeführt. Das Ergebnis dieser Aktion war, dass 61 Orden, die 15.000 Mitglieder hatten, aufgelöst wurden. 2192 Ordensleute wurden inhaftiert, zusammen hatten sie eine Strafe von 42.763 Jahren zu verbüßen.
Infolge der Repressalien war der Kirchenmusikverein beim Dom zu St. Martin nach 122 Jahren gezwungen, seine Tätigkeit einzustellen. Er hörte etwa um das Jahr 1952 gänzlich auf zu existieren. Seine Stelle wurde von der im Jahre 1949 gegründeten Slowakischen Philharmonie eingenommen. 1990, nach der politischen Wende, versuchte Ján Albrecht den Verein zu reanimieren.